# John Ulric Nef (Historiker)
John Ulric Nef Jr. (* 13. Juli 1899 in Chicago; † 25. Dezember 1988 in Washington, D.C.) war ein US-amerikanischer Wirtschaftshistoriker an der University of Chicago und 1941 Mitbegründer des Committee on Social Thought.

## Karriere
Nef war der Sohn des Chemikers John Ulric Nef und graduierte 1920 an der Harvard University. Den PhD erwarb er an der Robert Brookings Graduate School in Washington, D.C. (später Brookings Institution) 1927. Dann arbeitete er am Swarthmore College und kam 1929 zur University of Chicago als Assistant Professor für Wirtschaft, ab 1936 für Wirtschaftsgeschichte. Er war auch Gastprofessor an französischen Universitäten (am Institut d’études politiques und Collège de France) sowie in Belfast und Houston.
1941 begründete Nef mit Frank Knight, Robert Redfield und dem Präsidenten Robert M. Hutchins das Committee on Social Thought als elitäres interdisziplinäres Graduiertenkolleg. Er war dessen Geschäftsführer und dann Vorsitzender (1945–1964) und führte viele Persönlichkeiten dorthin: Marc Chagall, T. S. Eliot, Igor Stravinsky, Jacques Maritain.
Nef war Offizier der Französischen Ehrenlegion. 1979 verlieh ihm die Society for the History of Technology die Leonardo da Vinci Medal. 1983 wurde er in die American Academy of Arts and Sciences gewählt.

## Wirtschaftsgeschichte
Nefs Interesse galt der Wirtschafts-, Kultur- und Militärgeschichte Westeuropas seit dem Ende des 15. Jahrhunderts und der vergleichenden Wirtschaftsgeschichte von Großbritannien und Frankreich. Bedeutend sind seine Studien zur britischen Kohleindustrie und Industriellen Revolution im 16. und 17. Jahrhundert, mit denen er zeigte, dass sie ein längerer evolutionärer Prozess war. Er befasste sich auch als einer der ersten mit der Technologiegeschichte.

## Schriften
- Industry and Government In France and England 1540–1640 (1940), ND 2012 ISBN 978-1-258-40773-5
- The United States and Civilization (1967)
- The Rise of the British Coal Industry (1966)
- The Conquest of the Material World (1964)
- Search for Meaning: Autobiography of a Non-Conformist (1973)

## Einzelbelege
1. 1 2  Samuels (2005), p. 59
2. ↑  Wolfgang Saxon: John U. Nef, Economic Historian At Chicago University, Dies at 89. In: The New York Times. 27. Dezember 1988, ISSN 0362-4331 (nytimes.com [abgerufen am 23. Mai 2021]).
3. ↑  Clifford Wilcox: Robert Redfield and the development of American anthropology. Lexington Books, 2006, ISBN 0-7391-1777-7, S. 139 (google.com).
4. ↑  Book of Members 1780–present, Chapter N. (PDF; 797 kB) In: amacad.org. American Academy of Arts and Sciences, abgerufen am 23. Mai 2021 (englisch).
5. ↑  Samuels (2005), p. 60

| Personendaten    | Personendaten                           |
| ---------------- | --------------------------------------- |
| NAME             | Nef, John Ulric                         |
| ALTERNATIVNAMEN  | Nef, Johann Ulrich (Geburtsname)        |
| KURZBESCHREIBUNG | US-amerikanischer Wirtschaftshistoriker |
| GEBURTSDATUM     | 13. Juli 1899                           |
| GEBURTSORT       | Chicago                                 |
| STERBEDATUM      | 25. Dezember 1988                       |
| STERBEORT        | Washington, D.C.                        |